# Vysoký Veld
Vysoký Veld (anglicky Highveld, afrikánsky Hoëveld nebo Hoogveld) je vysočina a náhorní plošina ve středovýchodní části Jihoafrické republiky, leží též na území Lesotha. Rozkládá se v jihoafrických provinciích Svobodný stát, Gauteng, zasahuje také do provincií Východní Kapsko, Severní Kapsko, Severozápadní provincie, Limpopo a Mpumalanga. Krajinu tvoří rozsáhlé roviny a mírně zvlněný terén v nadmořské výšce 1 300 až 2 000 m. Krajina je porostlá travinami, využívá se pro chov ovcí a pěstování především kukuřice. Nachází se zde také koncentrace velkých měst jako je Johannesburg a Pretoria, kde žije třetina všech obyvatel Jihoafrické republiky.
Veld znamená v jazyce Burů pole.